# Bakonybél
Bakonybél ist eine ungarische Gemeinde im Kreis Zirc im Komitat Veszprém. Bakonybél liegt inmitten des Bakonywaldes, rund 17 km westlich von Zirc.

## Geschichte
Bakonybél wurde 1083 erstmals urkundlich erwähnt.

## Sehenswürdigkeiten
- Benediktinerabtei Szent Mauriciusz Monostor Bakonybél (erbaut 1724)
- Freilichtmuseum für Völkerkunde (eröffnet 2002)

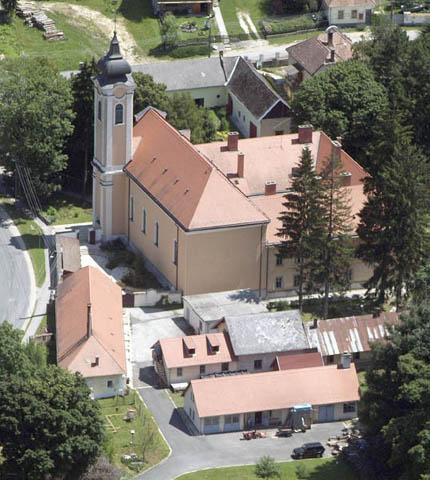
Benediktinerabtei Bakonybél

## Partnergemeinden
- Niederalteich, Deutschland
- Ringelsdorf-Niederabsdorf, Österreich

## Verkehr
Durch Bakonybél führt die Landstraße Nr. 8301. Der nächstgelegene Bahnhof befindet sich in Zirc.